# Schizopera (Schizopera) cicolanii
Schizopera (Schizopera) cicolanii is een eenoogkreeftjessoort uit de familie van de Miraciidae. De wetenschappelijke naam van de soort is voor het eerst geldig gepubliceerd in 1988 door Galassi & Pesce.